# Svinařov
Svinařov település Csehországban, a Kladnói járásban. Svinařov Třebichovice, Smečno és Libušín településekkel határos. Lakosainak száma 740 fő (2024. január 1.).

## Népesség
A település lakosságának változását az alábbi diagram mutatja:
| Lakosok száma | 250  | 671  | 1266 | 783  | 581  | 614  | 720  | 719  | 752  | 740  |
|               | 1869 | 1890 | 1921 | 1950 | 1980 | 2001 | 2017 | 2019 | 2022 | 2024 |